# 狩野正信 (学者)
狩野 正信（かの まさのぶ、1945年10月30日 - 2017年7月4日）は、東海大学短期大学部（高輪キャンパス）、元助教授。専門は言語処理系。公益社団法人パーソナルコンピュータユーザ利用技術協会元情報委員会委員。特定非営利活動法人パソコン利用技術学会元常任理事。O型。

## 経歴
- 1969年 - 産能大学 EDP研究所　研究員
- 1969年 - 産能大学 システム開発研究所　研究員
- 1981年 - 産業能率短期大学 助手
- 1986年 - 産業能率短期大学 専任講師
- 1989年 - 東海大学短期大学部 助教授
- 2005年 - 2007年 同 図書館長
- 2009年 - 東海大学短期大学部 退職

## 主な著作リスト
- 沢田晃、狩野正信、山下倫範 ：『TSSによるプログラミング演習』、共立出版、1986.10
- 加藤昭、狩野正信 : 『CASLの総合研究〈平成2年度 第1回〉 (第2種情報処理試験合格ゼミ)』、技術評論社、1990.1.1
- 加藤昭、狩野正信 : 『CASLの総合研究〈平成2年度秋期〉 (第2種情報処理試験合格ゼミ)』、技術評論社、1990.7
- 加藤昭、狩野正信 : 『CASLの総合研究〈平成3年度秋期〉 (第2種情報処理試験合格ゼミ)』、技術評論社、1991.7.30
- 加藤昭、狩野正信 : 『CASLの総合研究〈平成4年度秋期〉 (第2種情報処理試験合格ゼミ)』、技術評論社、1992.8
- 加藤昭、狩野正信 : 『CASLの総合研究〈平成6年度春期〉 (第2種情報処理試験合格ゼミ)』、技術評論社、1994.1